# Reyes Católicos (Alcalá de Henares)
El Distrito Municipal de Reyes Católicos es uno de los distritos de la ciudad de Alcalá de Henares en España, situado entre las vías de ferrocarril y las carreteras M-300 y de Carretera de Pastrana.

## Historia
Fue el primer barrio prediseñado de la ciudad, en torno a 1960, para solucionar los problemas de vivienda de entonces. Cuenta con 58.849 habitantes (en 2016), siendo de los más poblados de Alcalá.

## Geografía
Está situado en un terreno completamente llano, por el que fluye el río Henares, y desembocan el río Torote y el arroyo Camarmilla.
El Distrito Municipal II está delimitado al:
- Norte: por la vía del tren hasta el Paseo de los Pinos.
- Sur: por la calle Río Tajuña desde Paseo del Henares hasta enfrente de la calle Río Guadalix, dirección hasta la carretera M-300 y naves en la Rinconada.
- Este: por el Paseo de los Pinos desde Vía del tren hasta Vía Complutense, Vía Complutense hasta intersección con la calle Andrés Saborit, Andrés Saborit, Paseo de los Curas, Puerta del Vado, Paseo de Pastrana hasta la intersección con la Ronda Fiscal, Ronda Fiscal hasta intersección con Paseo del Henares y Paseo del Henares hasta su intersección con la calle Río Tajuña.
- Oeste: por las naves de la Rinconada hasta Plaza de Trajano, Avenida Roma hasta Plaza de Teodosio, Iplacea hasta la carretera M-300, Ctra. M-300 hasta rotonda de Mejorada del Campo.

## Economía
Centrada en el sector servicios, en él trabajan tres cuartos de la población y el resto en la industria. Aquí se han localizado importantes empresas alimentarias como Fiesta, electrónicas como Electrolux, de construcción (Dragados), automovilística (Ford) y sanitaria Roca. Pero es el distrito que más paro tiene registrado antes y durante la crisis económica de 2008-2011

## Accesibilidad
El distrito es atravesado por varias líneas de autobuses urbanos (1A, 1B, 5, 6 y 7).

## Instalaciones

### Sanidad
Dispone de tres centros de salud: "Puerta de Madrid", "Ntra Sra de El Pilar" y "Luis Vives"; este último, además, incluye el centro de urgencias y del 112 de la ciudad.

### Otros servicios
Está dotado de la "II Ciudad Deportiva de El Juncal", el auditorio municipal "Paco de Lucía", tres bibliotecas, y dos centros cívicos. 

## Arqueología
En torno al camino del Juncal se encuentra la ciudad romana de Complutum, uno de los yacimientos arqueológicos más importantes de la Comunidad de Madrid, además de la Casa de Hippolytus.